# أوردة نجمية
الأوردة النجمية، هي أوردة تقع تحت الغلالة الليفية في الكلية. وهي نجمية في الترتيب وهي مشتقّة من شبكة شعيرات دموية تفصل فيها فروع الشرايين بين الفصّية الطرفية. وتندمج لتشكّل الأوردة بين الفصوص التي تمر إلى الداخل بين الأشعة.